# Adeliza
Za kraljicu, pogledajte „Adeliza Leuvenska”.
Adeliza (ili Adelida; umrla prije 1113.) bila je kći engleskog kralja Vilima I. Osvajača i njegove supruge, Matilde Flandrijske. Nije poznato kada je rođena niti kada je umrla. Na popisima kćeri Vilima I., Adelizino ime je obično prvo te je stoga iznijeta teorija prema kojoj je Adeliza bila Vilimova najstarija kći.
Prema Ordericu Vitalisu, Adeliza je bila zaručena za Harolda II. Godwinsona, ali brak nikad nije sklopljen. Robert od Torignija je također zapisao da je Adeliza bila Haroldova zaručnica. Povjesničarka Elisabeth van Houts je iznijela teoriju prema kojoj je Adeliza postala časna sestra.